# 山田修平 (サッカー選手)
山田 修平（やまだ しゅうへい、1993年4月22日 - ）は、大阪府出身の元プロサッカー選手。ポジションは、ゴールキーパー（GK）。

## 来歴
山梨学院大学附属高校では、2年次にU-17日本代表、3年次にU-18日本代表に選出された。高校卒業後に進学した青山学院大学在学中には、2012年8月に松本山雅FCの特別指定選手に承認され、選手登録された。
2016年より、藤枝MYFCへ加入。しかし同年シーズン終了後に契約満了に伴い、1年で退団した。
2017年、アルビレックス新潟シンガポールへ加入。
2018年、ブリオベッカ浦安へ加入。
2020年2月、現役引退が発表された。

## 所属クラブ
ユース経歴
- 川上イレブン（河内長野市立川上小学校[9]）
- 川上FC（河内長野市立東中学校[9]）
- 山梨学院大学附属高等学校
- 青山学院大学
  - 2012年8月 - 同年12月  松本山雅FC（特別指定選手）

プロ経歴
- 2016年  藤枝MYFC
- 2017年  アルビレックス新潟シンガポール
- 2018年 - 2019年  ブリオベッカ浦安

## 個人成績
| 国内大会個人成績 | 国内大会個人成績 | 国内大会個人成績 | 国内大会個人成績 | 国内大会個人成績 | 国内大会個人成績 | 国内大会個人成績 | 国内大会個人成績 | 国内大会個人成績 | 国内大会個人成績 | 国内大会個人成績 | 国内大会個人成績 |
| 年度             | クラブ           | 背番号           | リーグ           | リーグ戦         | リーグ戦         | リーグ杯         | リーグ杯         | オープン杯       | オープン杯       | 期間通算         | 期間通算         |
| 年度             | クラブ           | 背番号           | リーグ           | 出場             | 得点             | 出場             | 得点             | 出場             | 得点             | 出場             | 得点             |
| 日本             | 日本             | 日本             | 日本             | リーグ戦         | リーグ戦         | リーグ杯         | リーグ杯         | 天皇杯           | 天皇杯           | 期間通算         | 期間通算         |
| ---------------- | ---------------- | ---------------- | ---------------- | ---------------- | ---------------- | ---------------- | ---------------- | ---------------- | ---------------- | ---------------- | ---------------- |
| 2011             | 山学大附高       | 1                | -                | -                | -                | -                | -                | 1                | 0                | 1                | 0                |
| 2016             | 藤枝             | 26               | J3               | 4                | 0                | -                | -                | -                | -                | 4                | 0                |
| シンガポール     | シンガポール     | シンガポール     | シンガポール     | リーグ戦         | リーグ戦         | リーグ杯         | リーグ杯         | シンガポール杯   | シンガポール杯   | 期間通算         | 期間通算         |
| 2017             | 新潟S            | 1                | Sリーグ          | 1                | 0                | 0                | 0                | 1                | 0                | 2                | 0                |
| 日本             | 日本             | 日本             | 日本             | リーグ戦         | リーグ戦         | リーグ杯         | リーグ杯         | 天皇杯           | 天皇杯           | 期間通算         | 期間通算         |
| 2018             | 浦安             | 34               | 関東1部          |                  |                  | -                | -                |                  |                  |                  |                  |
| 通算             | 日本             | 日本             | J3               | 4                | 0                | -                | -                | -                | -                | 4                | 0                |
| 通算             | 日本             | 日本             | 関東1部          |                  |                  | -                | -                |                  |                  |                  |                  |
| 通算             | 日本             | 日本             | 他               | -                | -                | -                | -                | 1                | 0                | 1                | 0                |
| 通算             | シンガポール     | シンガポール     | Sリーグ          | 1                | 0                | 0                | 0                | 1                | 0                | 2                | 0                |
| 総通算           | 総通算           | 総通算           | 総通算           | 5                | 0                | 0                | 0                | 2                | 0                | 7                | 0                |

- 2012年は特別指定選手

出場歴
- Jリーグ初出場 - 2016年5月15日 J3第9節 vsSC相模原（藤枝総合運動公園サッカー場）

## 代表歴
- U-17日本代表
- U-18日本代表